# Raymond Kopa

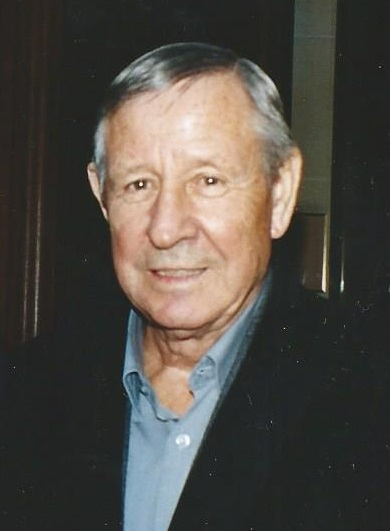
Raymond Kopa v roce 2005

Raymond Kopaszewski známý jako Raymond Kopa (13. října 1931, Nœux-les-Mines, Francie – 3. března 2017, Angers, Francie) byl francouzský fotbalový záložník a reprezentant polského původu. V roce 1958 obdržel jako první Francouz v historii ocenění Zlatý míč pro nejlepšího evropského fotbalistu.
Pelé ho roku 2004 zařadil mezi 125 nejlepších žijících fotbalistů.

## Klubová kariéra
- US Nœux-les-Mines (mládež)
- Angers SCO 1949–1951
- Stade de Reims 1951–1956
- Real Madrid 1956–1959
- Stade de Reims 1959–1967

Jeho otec byl horník polského původu. I on začínal na šachtě v dolech, ale práce byla namáhavá a protože od mládí raději hrál fotbal, snažil se prosadit právě v tomto sportu. Svou kariéru započal v druholigovém klubu Angers SCO, poté ho v 18 letech koupil fotbalový klub Stade de Reims. V roce 1956 přestoupil do Realu Madrid, kde s spolu s klubem získal Pohár mistrů evropských zemí.

## Reprezentační kariéra
Od svých 20 let hrál ve francouzské reprezentaci. Na mistrovství světa 1958 ve Švédsku získal s francouzskou reprezentací bronzové medaile. Celkem odehrál v letech 1952–1962 za francouzský národní tým 48 zápasů a nastřílel 18 branek.